# Jean-Claude Arnault
Jean-Claude Arnault, född 15 augusti 1946 i Marseille, sedan 2017 medialt känd som Kulturprofilen, är en fransk-svensk man som var verksam som konstnärlig ledare för kulturscenen Forum i Stockholm. Han arbetade också som fotograf och teaterregissör. Jean-Claude Arnault är sedan 1989 gift med Katarina Frostenson, tidigare ledamot av Svenska Akademien.
Arnault dömdes för två fall av våldtäkt vid Svea hovrätt 2018, en dom som vann laga kraft 2019.

## Biografi
Jean-Claude Arnault är uppvuxen i Marseille i södra Frankrike. Enligt journalisten Matilda Voss Gustavsson, som är författare till boken Klubben (2019) och som har undersökt Arnaults bakgrund, är han utomäktenskaplig son till en fransk sömmerska och en affärsman av rysk-judisk härkomst. Han växte upp hos sin biologiske far i Marseille. Enligt Gustavsson saknar Arnault akademisk bakgrund. Han är utbildad elektriker och har gått en praktisk gymnasieutbildning.
I en intervju i Dagens Nyheter inför sin 60-årsdag år 2008 berättade Arnault att han kom till Sverige första gången 1965, då han arbetade med timmerflottning i Umeå och lärde sig tala svenska. Han berättar att han därefter återvände till Frankrike och studerade i Paris våren 1968. Arnault ska ha återvänt till Sverige senare under 1968, där han studerade vid Christer Strömholms fotoskola. Arnault har i intervjuer uppgett att han var djupt indragen i majrevolten i Paris våren 1968, och därför hade tvingats fly. Enligt Gustavsson stämmer detta dock inte.
Arnault umgicks i kretsarna runt Fred Åkerström och Olle Bonniér, som introducerade honom i det svenska kulturetablissemanget. Han ägnade sig åt fotografi och vistades i Filmhuset. I mitten av 1970-talet gjorde han en kortfilmsdokumentär vid namn Hjulia -74, finansierad av Dramatiska institutet och inköpt av Sveriges television, men efter att ha fått ett filmmanus refuserat bytte han därefter bana och blev operaregissör i Stockholm. Han var engagerad som regissör i en fri musikteatergrupp i Sollentuna, och deras första uppsättning av Bertolt Brechts Ja-sägaren år 1977, och var därefter initiativtagare och medgrundare till Stockholms Musikdramatiska Ensemble 1978, där han också var verksam som regissör. I början av 1980-talet bodde han i Paris där han försökte etablera en operaensemble. År 1989 övertog han Stockholms Musikdramatiska Ensembles lokaler, där han varit verksam som regissör. Omkring 2009 var han även redaktör för förlaget Ersatz skriftserie Ersatz Essay.
Tillsammans med sin hustru Katarina Frostenson har Arnault drivit företaget Forum Jean Claude Arnault HB, även kallat Forum Galleri Jean Claude Arnault, ett företag som har arrangerat kulturella evenemang i Stockholm  och som bland annat har finansierats av Statens kulturråd. Svenska Akademien finansierade sedan år 2010 företagets verksamhet med 126 000 kr per år.

## #metoo och Svenska Akademien
I samband med hashtaggen och kampanjen #metoo granskades Jean-Claude Arnault 2017 av Dagens Nyheter, där 18 kvinnor intervjuades om sexuella trakasserier som han skulle ha begått. Det ledde till att Svenska Akademien avslutade sitt samarbete med honom och meddelade att det även berodde på hans uppträdande mot ledamöter, deras döttrar och hustrur samt mot personal vid Akademiens kansli. Han blev då omtalad som "Kulturprofilen".
Redan år 1997 publicerade Expressen ett reportage om Arnault, men utan hans namn, med anledning av att en ung kvinna hade skickat ett brev till Svenska Akademiens dåvarande ständige sekreterare Sture Allén med upplysningar om Arnault. I reportaget talade flera kvinnor om trakasserier. Arnault blev också omskriven i Maja Lundgrens roman Myggor och tigrar från 2007, där han kallas för "Jean-Claude utan Nåd". I december 2017 inleddes en förundersökning mot Arnault. Delar av förundersökningen lades ner i mars 2018. Enligt en av Svenska Akademien beställd advokatbyråutredning har Arnault avslöjat sju Nobelpristagare i förväg.
Med dessa händelser som grund uppstod en kris i Svenska Akademien som bland annat ledde till att flera ledamöter slutade delta i akademiens arbete eller avgick och att utdelningen av Nobelpriset i litteratur  2018 sköts upp ett år.

## Våldtäktsdom
I juni 2018 åtalades Arnault i Stockholms tingsrätt, misstänkt för våldtäkt i två fall mot en kvinna i Stockholm år 2011. Den 1 oktober 2018 dömdes han av en enig tingsrätt till två års fängelse och 115 000 kronor i skadestånd för ett fall av våldtäkt. Domen överklagades av Arnault. Den 3 december 2018 ändrade Svea hovrätt Stockholms tingsrätts dom och dömde även Arnault för våldtäkt vid den andra händelsen, till totalt två och ett halvt års fängelse. Domen överklagades till Högsta domstolen, som den 7 maj 2019 meddelade att de inte gav prövningstillstånd.
2024 trädde filosofen Anna-Karin Selberg, i samband med lanseringen av sin roman Utsidans klass, fram som den tidigare i media ej namngivna motparten i rättegångarna mot Arnault.

## Återkallande av riddarvärdighet
Arnault mottog Nordstjärneorden år 2015 av dåvarande kulturministern Alice Bah Kuhnke på förord av regeringen. Som följd av den fällande domen den 7 maj 2019 återkallade kung Carl XVI Gustaf Nordstjärneorden från Arnault.

## Priser och utmärkelser
- 2008 – Natur & Kulturs kulturpris
- 2010 – Konstnärsnämndens arbetsstipendium till teaterkonstnärer[34]
- 2015 – Riddare av Nordstjärneorden av 1 klass;[35] utesluten ur orden av HM Konungen den 7 maj 2019.[33]